# Сенница (озеро)
Сенница — озеро в Лёховской волости Невельского района Псковской области. По восточному берегу проходит граница с Усвятской волостью Усвятского района, по южному берегу — граница с Белоруссией.
Площадь — 9,62 км² (962 га). Максимальная глубина — 3,6 м, средняя глубина — 1,53 м.
На берегу озера расположена деревня Дубокрай.
Проточное. Относится к бассейну реки Сенница, притока реки Ловать.
Тип озера лещово-плотвичный с уклеей и судаком. Массовые виды рыб: щука, окунь, плотва, лещ, красноперка, судак, язь, густера, щиповка, уклея, линь, вьюн, карась; а также широкопалый рак.
Для озера характерно илисто-песчаное дно. Степень зарастания озера составляет 96 %.
У представителя культуры псковских длинных курганов из кургана с трупосожжением в возможном кривичском захоронении могильника «Девичьи горы» у озера Сенница, жившего 1200±100 лет назад (VIII—X века), была определена Y-хромосомная гаплогруппа N1c и митохондриальная гаплогруппа H2.
На дне озера Сенница рядом с деревней Дубокрай в 1982 году А. М. Микляевым и другими ленинградскими археологами была найдена древнейшая лыжа, дата изготовления которой была оценена в 2620—2160 лет до н. э., сделана из вяза.